# Crotalaria strigulosa
Crotalaria strigulosa là một loài rau đậu thuộc họ Fabaceae.
Loài này chỉ có ở Yemen.